# Lactarius acerrimus
Lactarius acerrimus é um fungo que pertence ao gênero de cogumelos Lactarius na ordem Russulales. Foi descrito cientificamente pelo micologista alemão Max Britzelmayr em 1893.

## Descrição
O chapéu do cogumelo possui entre 5 e 15 cm de diâmetro, e às vezes assume formato de funil quando envelhecido. Sua borda é irregular, lisa e ondulada. A lamela possui cor de creme quando nova, assumindo um tom ocre ao amadurecer. O caule é curto e atarracado, medindo entre 2 e 5 cm de altura, e entre 0,8 e 2 cm de diâmetro.

## Distribuição
.

Distribuição do Lactarius acerrimus em países da Europa

A espécie é encontrada principalmente na Europa, em solos calcários, mas já foi relatada na América do Norte (nos EUA e no México) e no Marrocos.